# Pierre de Boissieu

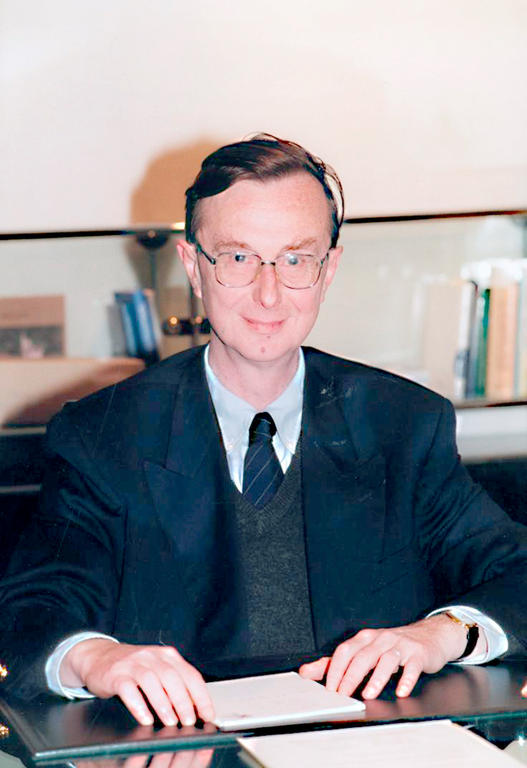
Pierre de Boissieu, 2006

Pierre de Boissieu (* 14. Juni 1945 in Paris) ist ein französischer Diplomat.
Pierre de Boissieu war seit dem 18. Oktober 1999 stellvertretender Generalsekretär des EU-Ministerrats unter Javier Solana, der zugleich Hoher Vertreter für die Gemeinsame Außen- und Sicherheitspolitik war. Beim Sondergipfel des Europäischen Rates am 19. November 2009 in Brüssel wurde beschlossen, dass de Boissieu die Stelle des Generalsekretärs übernimmt, die durch den Vertrag von Lissabon wieder von der des Hohen Vertreters getrennt wurde. Er galt damit als „die rechte Hand des künftigen Präsidenten“.
Am 26. Juni 2011 wurde de Boissieu in der Funktion des Generalsekretärs von dem deutschen Kanzleramtsbeamten Uwe Corsepius abgelöst.